# أوبرنبورغ أم ماين
أوبرنبورغ أم ماين (بالألمانية: Obernburg) هي place with town rights and privileges وبلدة ألمانية تقع في ألمانيا في بافاريا.